# Limnodriloides triplus
Limnodriloides triplus är en ringmaskart som beskrevs av Erséus 1990. Limnodriloides triplus ingår i släktet Limnodriloides och familjen glattmaskar. Inga underarter finns listade i Catalogue of Life.